# Ady Steg
Adolphe Steg, dit « Ady Steg », né le 27 janvier 1925 à Nizni Verecky (Nižní Verečky /ˈniʒni: ˈvɛrɛtʃki/ alors en Tchécoslovaquie, et aujourd'hui en Ukraine) et mort le 11 avril 2021 à Paris (France), est un professeur agrégé de médecine français.
Professeur des universités-praticien hospitalier (PU-PH) d'urologie à l'hôpital Cochin, membre titulaire de l'Académie nationale de médecine, membre du Conseil économique, social et environnemental, membre du Collège de la Haute autorité, il est grand officier de la Légion d'honneur et grand-croix de l'ordre national du Mérite.

## Éléments biographiques

### Enfance
Ady Steg est né le 27 janvier 1925, dans un shtetl situé dans les Carpates de Ruthénie, une région du jeune État tchécoslovaque.  Il nait au sein d'une famille juive orthodoxe. Son père, Mordechai (Martin) Steg, né le 19 avril 1895 à Bistra (Autriche-Hongrie), quitte le village pour Paris en 1928, et y fait venir le reste de la famille (sa femme Feige née Mayer et quatre enfants : Henri, Adolphe (Ady), Bitia (Albertine) et Malka (Rachel) en 1932. Ils habitent au 12, rue de Cotte dans le 12e arrondissement de Paris.
Ady Steg fait ses études primaires à l'École élémentaire des Hospitalières-Saint-Gervais dans le quartier du Pletzl et secondaires à l'École Maïmonide (Boulogne-Billancourt) et au lycée Voltaire à Paris.

### Seconde Guerre mondiale
Son père, Martin Steg, est interné, comme des milliers de juifs étrangers, à Beaune-la-Rolande, avant d'être déporté à Auschwitz par le convoi no 5 en date du 28 juin 1942,. Il survivra à la déportation et retournera à Paris.
En juin 1942, élève au lycée Voltaire, Ady Steg porte l'étoile jaune. Ce qui suscite, a-t-il dit, « l'émotion ou la consternation » de ses camarades, mais aussi la réaction de son professeur de lettres, M. Binon, qui ce jour-là, fait étudier le célèbre texte de Montesquieu De la tolérance.
Prévenu la veille au soir par un camarade de lycée, dont le père avait échangé avec une personne de la préfecture, il échappe à la rafle du Vel’ d’Hiv, le 16 juillet 1942 à Paris, la famille s'étant cachée dans un appartement inoccupé et voisin du leur, avec l'aide de la concierge. Avec des faux papiers et grâce à un passeur, il arrive à franchir la ligne de démarcation et gagner la zone libre, avec sa sœur Albertine.
Il est sauvé par l'abbé Glasberg et son frère Vila Glasberg, qui l'hébergent au "château" de Bégué, à Cazaubon, dans le Gers. Par la suite l'abbé Glasberg l'envoie au collège de Sarlat, en Dordogne.
Ady s'engage dans les FFI de Sarlat, puis au 3e Bataillon d'Armagnac dans le Gers.

## Carrière
Les activités du professeur Ady Steg ne sont pas seulement dans le domaine médical, mais aussi au service de la communauté juive très éprouvée par la Shoah.

### Docteur en médecine
Il fait ses études de médecine et se spécialise en urologie dans le service du professeur Pierre Aboulker à l'hôpital Cochin. Il est interne des hôpitaux de Paris en 1953, chef de clinique en 1957, chirurgien des hôpitaux de Paris en 1966. Il succède au professeur Aboulker et est nommé professeur titulaire de la chaire d’urologie et chef du service d’urologie de l’hôpital Cochin (1976-1990).
Il est élu président de la Société française d’urologie en 1986, président de l'Association française d’urologie (1987-1989), et secrétaire général de l’Association européenne d’urologie (1984-1992).
Il est membre de l’Académie de chirurgie à partir de 1981 et est élu membre titulaire de l'Académie nationale de médecine le 24 octobre 2000.
Il a notamment opéré le président François Mitterrand de son cancer de la prostate, en septembre 1992 et en juillet 1994.

### Leader de la communauté juive
Il remplit de nombreuses responsabilités au service de la communauté juive. Il est le président de l'Union des étudiants juifs de France, vice-président de l'Union mondiale des étudiants juifs (en), membre du comité directeur du Fonds social juif unifié, président du Conseil représentatif des institutions juives de France (CRIF, 1970-1974), et enfin président de l'Alliance israélite universelle (1985-2011) et président honoraire à partir de 2011.
Il est membre du Comité d’honneur français de la Fondation France-Israël, membre d’honneur du Conseil d’administration de la Fondation pour la mémoire de la Shoah.
Il est également vice-président de la Mission d'étude sur la spoliation des Juifs de France — mission Mattéoli.

### Autres fonctions
- Membre du Conseil économique, social et environnemental (1979-1983 et 1995-2010)[20]
- Membre de la Commission nationale consultative des droits de l'homme, depuis 2002[21]
- Membre du Collège de la Haute autorité (la HALDE) (2007-2011)[22].

## Ady Steg et Elie Wiesel
Elie Wiesel met en exergue à son ouvrage Et où vas-tu? : « Pour Ady Steg allié et ami E.W. »

## Famille
Ady Steg est marié à Gilberte Nissim, médecin gynécologue, elle-même ancienne résistante, morte le 26 septembre 2021.
Il a deux fils, Jean-Michel Steg, né en 1953 à Paris, Senior Advisor de la banque d'affaires américaine Greenhill & Co. (en), et Philippe Gabriel Steg, né en 1959 à Paris, professeur de cardiologie à l'université Paris-Diderot depuis 1994, cardiologue à l’hôpital Bichat-Claude-Bernard, chercheur à l’unité INSERM U-698.
Sa sœur Bitia (Albertine) Cherki (décédée en 2020), habitait à Jérusalem en Israël et est la mère du rabbin Ouri Cherki. Son autre sœur, Rachel Malka Zucker (1923-2009), habitait à Haïfa en Israël. Son frère aîné, Henri (Yerihim Hayim), (1922-2016), résidait à Paris en France et avait été membre de la résistance, et militant actif de la LICA devenue depuis la LICRA.

## Distinctions et honneurs
- Grand officier de la Légion d'honneur (2000)[27],[28]
- Grand-croix de l'ordre national du Mérite (2006)[29]
- Docteur Honoris Causa de l'Université de Jérusalem (2001)
- Docteur Honoris Causa de l'Université d'Athènes
- Un bâtiment de l'ancien hôpital Broussais porte son nom depuis 2022[30].
- Une place du 12e arrondissement de Paris porte son nom et celui de sa femme Gilberte depuis 2024.

## Documentaire
- Isabelle Wekstein, Ady Steg, un parcours juif, une histoire française[31], film documentaire (2023), France 2, 14 janvier 2024